# Криводієво
Криводі́єво (рос. Криводеево) — присілок у складі Нікольського району Вологодської області, Росія. Входить до складу Краснополянського сільського поселення.

## Населення
Населення — 283 особи (2010; 281 у 2002).
Національний склад (станом на 2002 рік):
- росіяни — 99 %